# 페로보역
페로보역(러시아어: Перово)은 모스크바 지하철 칼리닌스코 솔른쳅스카야 선의 역이다. 1979년 12월 30일에 개장했다. 역명은 동부 행정 구역인 페로보 구역의 이름을 따서 명명되었다.

## 디자인
건축가 니나 아실리나와 볼로비치가 경첩 알루미늄 조명 요소가 있는 단발 디자인을 채택했다. 본 역의 장식 디자인은 러시아 민속 예술이 그대로 반영되어 있다. 벽은 나사못으로 된 바위로 블록을 장식하고, 입구 포탈과 벽 위로는 하얀 대리석으로, 아래쪽에는 검은 개브로 대비된다. 벤치로 둘러싸인 높은 대리석 노점이 여러 개 있는 바닥은 회색, 검은색, 갈색 화강암으로 되어 있다.

## 구조
페로보 역에는 두 개의 출입구가 위치하며, 둘 다 젤리오니 애비뉴 아래 지하 지하철과 제2의 블라디미르스카야 거리와 연동되어 있다. 역의 깊이는 9m이다.

## 통계
현재, 본 역은 1일 평균 49,300명으로 비교적 낮은 승객 수이다.